# Желтвай Юлій
Желтвай Юлій (нар.1882— пом.1946) — греко-католицький священик, громадський і освітній діяч на Закарпатті; співзасновник Християнської Народної Партії, член Крайової Господарської Ради в Ужгороді; статті на господарські теми.